# Zeaxanthine
Zeaxanthine is een natuurlijke oranje xantofylkleurstof. De natuurlijke kleurstof komt voor in groene plantenbladeren en in bepaalde vruchten. Voorbeelden hiervan zijn spinazie, spruiten, broccoli, maïs, saffraan, sinaasappel, abrikoos, perzik en ook in eierdooier. Als additief is het in de EU toegestaan onder E-nummer E161h. Zeaxanthine is een isomeer van luteïne: alleen de plaats van een dubbele binding verschilt.
Zeaxanthine komt voor in de gele vlek van het netvlies van het oog. Voldoende opname van zeaxanthine zou veroudering van het netvlies maculadegeneratie en de ermee gepaard gaande vermindering van het gezichtsvermogen tegengaan.

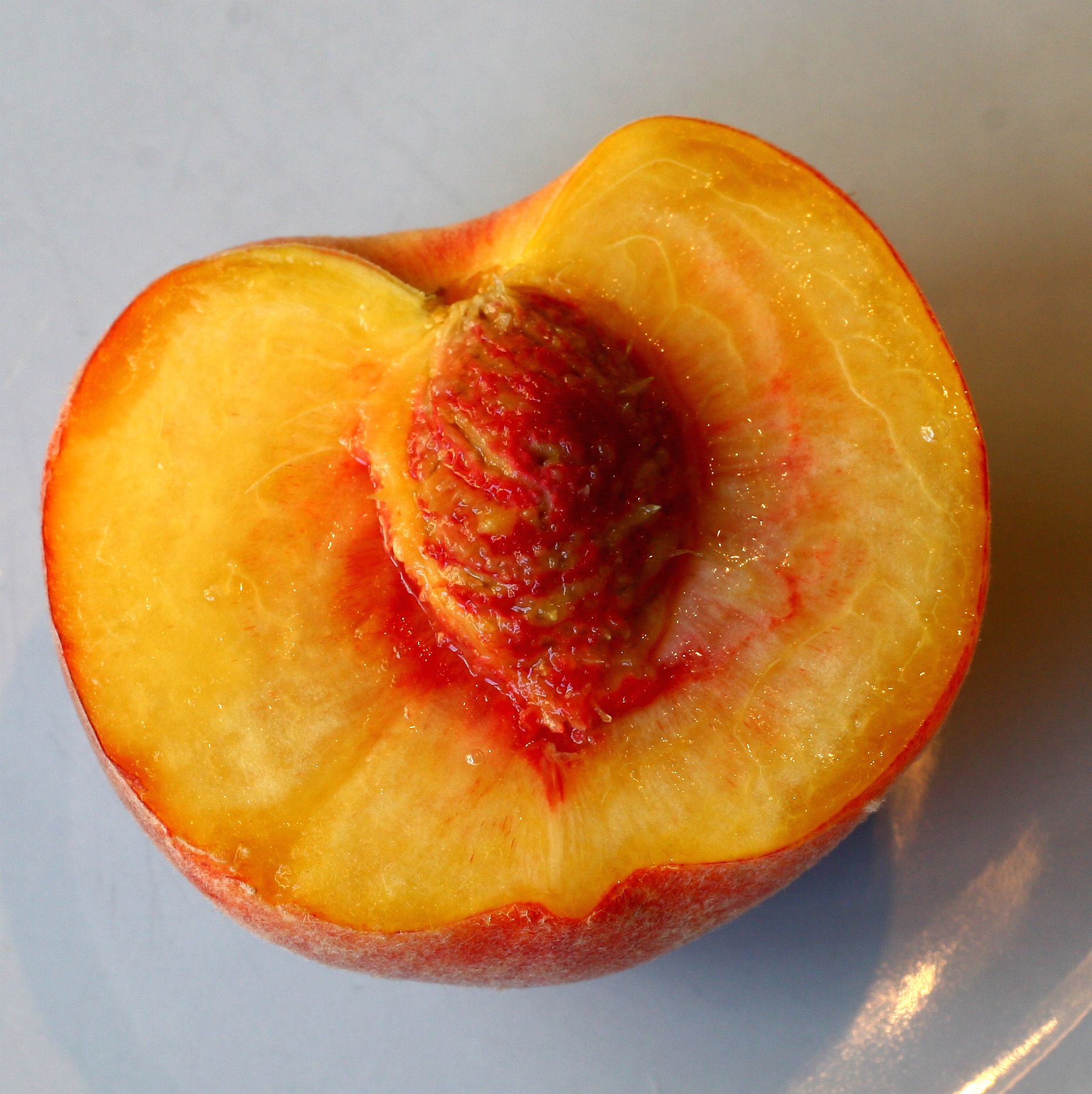
Perzik bevat zeaxanthine.